# Carl Gottlieb Weigle
Carl Gottlieb Weigle (* 19. November 1810 in Ludwigsburg; † 16. November 1882 in Stuttgart) war ein deutscher Orgelbauer.
1826 begann er eine Lehre bei seinem Schwager Eberhard Friedrich Walcker. Später wurde er der erste Gehilfe bei fast allen großen Orgelbauten dieses Meisters, insbesondere dem Umbau der Stuttgarter Stiftskirchenorgel von 1837 bis 1845. 1845 machte er sich in Stuttgart selbständig und legte damit den Grundstein der Orgelbau Friedrich Weigle.
Er entwickelte ein eigenes System der pneumatischen Spieltraktur, an dem sich Ende des 19. Jhdts. auch andere Orgelbauer (z. B. Klais, Bonn, Orgel im Collegium Albertinum, II/13, 1892) orientierten.
Bis 1879 hat er an die 100 Orgeln gebaut. Dazu kommen noch Umbau- und Reparaturarbeiten an verschiedenen Orgeln, wie z. B. 1862 an der Gabler-Orgel der Klosterkirche in Weingarten. Seine Orgeln gingen auch nach Übersee.
Zum 1. Januar 1880 übergab er seinen Betrieb an den Sohn Friedrich Weigle.